# Ime Udoka
Ime Sunday Udoka (ur. 9 sierpnia 1977 w Portland) – amerykański koszykarz nigeryjskiego pochodzenia, reprezentant tego kraju, występujący na pozycji niskiego skrzydłowego, aktualnie trener w zespole Houston Rockets.
Jego starsza siostra – Mfon Udoka występowała przez kilka lat w WNBA.
Aktorka Nia Long jest jego życiową partnerką. W listopadzie 2011 urodziła ich pierwsze wspólne dziecko – Kez Sunday Udokę.
30 października 2020 objął stanowisko asystenta trenera Brooklyn Nets. 28 czerwca 2021 objął etat głównego trenera Boston Celtics. 25 kwietnia 2023 został trenerem Houston Rockets.

## Osiągnięcia
Na podstawie, o ile nie znaleziono inaczej.

### Zawodnicze
NCAA
- Uczestnik turnieju NCAA (1998)
- Mistrz turnieju konferencji West Coast (1998)
- Najlepszy nowo przybyły zawodnik konferencji Big Sky (2000)

Indywidualne
- Laureat Jason Collier Sportsmanship Award (2006)
- Zaliczony do:
  - I składu D-League (2006)
  - II składu D-League (2004)
- Zawodnik miesiąca D-League (grudzień 2005)

Reprezentacja
- Brązowy medalista mistrzostw Afryki (2005, 2011)
- Uczestnik mistrzostw świata (2006 – 14. miejsce)
- Zaliczony do I składu mistrzostw Afryki (2005, 2011)

### Trenerskie
Asystent
- Mistrz NBA (2014)[8]
- Wicemistrz NBA (2013)[8]